# Dekanat Janów Podlaski
Dekanat Janów Podlaski – jeden z 25 dekanatów w rzymskokatolickiej diecezji siedleckiej.

## Parafie
W skład dekanatu wchodzi 8 parafii.
- parafia Trójcy Świętej – Janów Podlaski
- parafia św. Jana Apostoła – Klonownica Duża
- parafia św. Stanisława – Komarno
- parafia św. Elżbiety Węgierskiej – Konstantynów
- parafia św. Apostołów Piotra i Pawła – Pratulin
- parafia Trójcy Świętej – Rokitno
- parafia Niepokalanego Poczęcia NMP – Stara Kornica
- parafia Matki Bożej Częstochowskiej – Stare Szpaki

Według danych zgromadzonych przez Kurię Diecezji Siedleckiej dekanat liczy 15151 wiernych.

## Sąsiednie dekanaty
Biała Podlaska – Północ, Łosice, Sarnaki (diecezja drohiczyńska), Terespol